# 茲戈熱萊茨

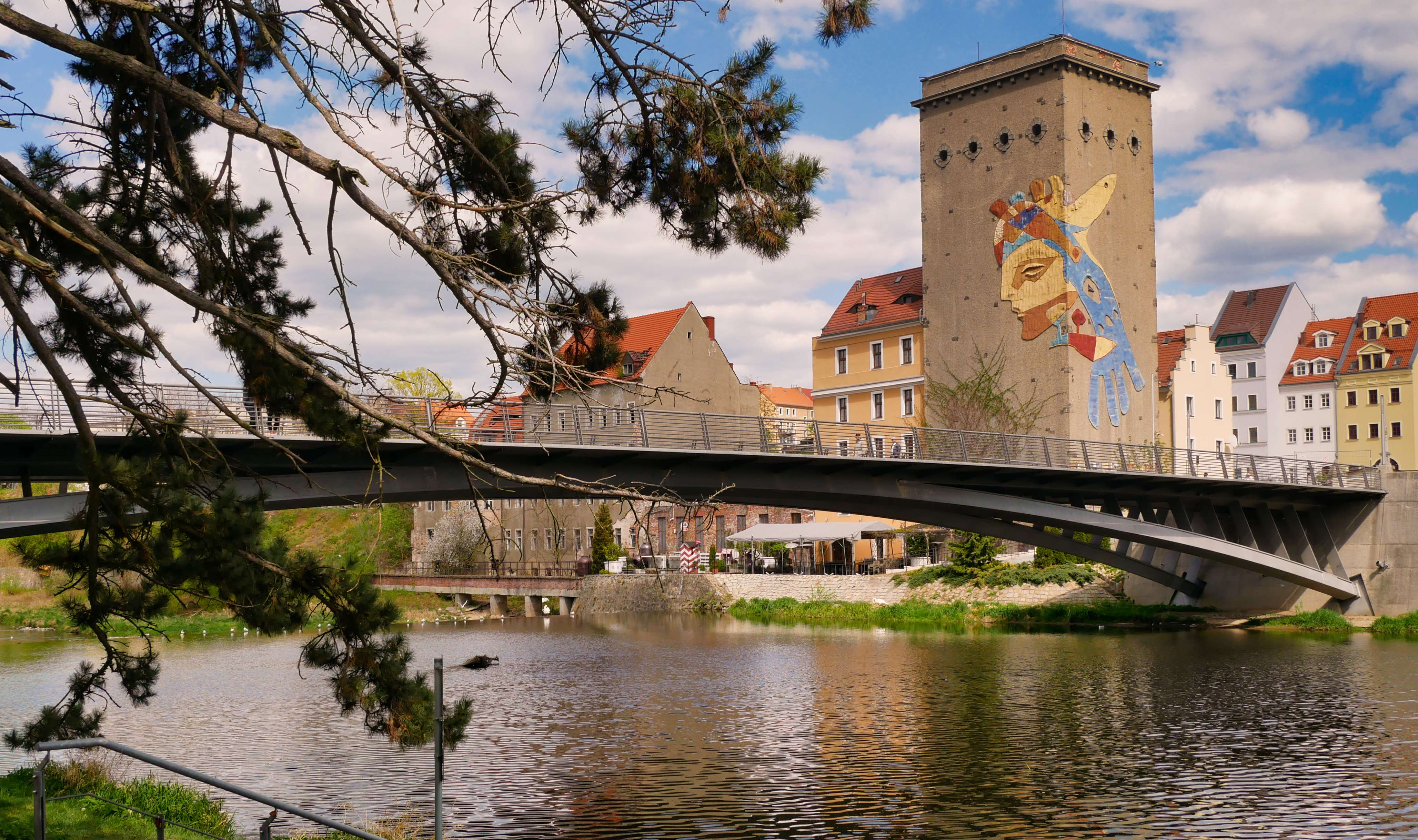
茲戈熱萊茨

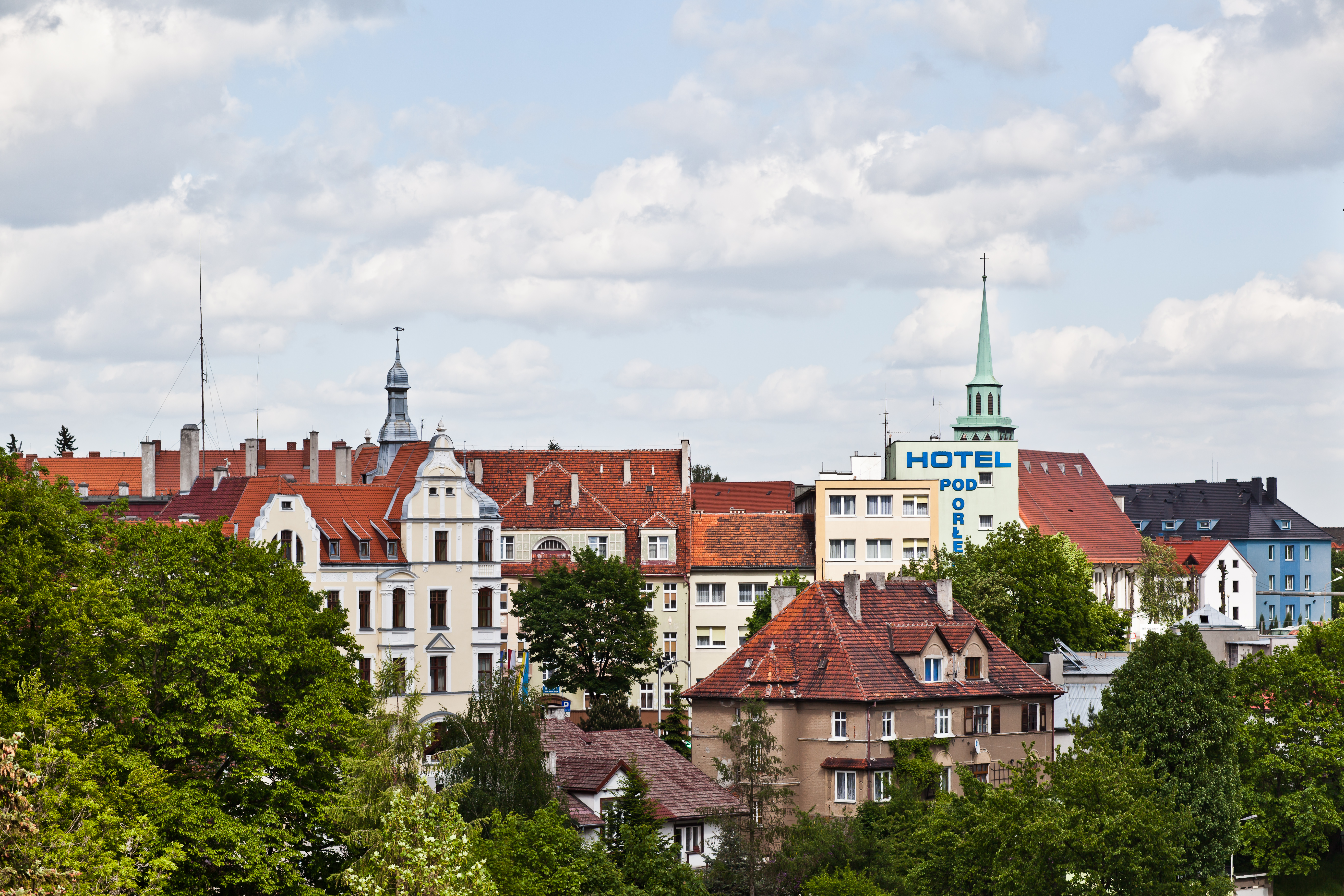
茲戈熱萊茨

茲戈熱萊茨（波蘭語：Zgorzelec，發音：[zɡɔˈʐɛlɛt͡s] ⓘ，發音：[ˈɡœʁlɪts] ⓘ，格尔利茨，發音：[ˈzhɔʁʲɛlts]）是波蘭下西里西亞省的城鎮，位於該國西南部，与德国格尔利茨隔尼斯河相望，面積15.88平方公里，2010年人口31,684。第二次世界大戰期間，納粹德國在該鎮設立集中營。

## 外部連結
- （波兰語） Zgorzelice in the Geographical Dictionary of the Kingdom of Poland (1895)
- Official Municipal Site (in Polish) （页面存档备份，存于）
- Tourist Information (in Polish/English/German) （页面存档备份，存于）
- Civic Portal (in Polish) （页面存档备份，存于）
- Urban Portal (in Polish)
- Info about Zgorzelec (in Polish)
- Görlitz Internet Portal (in German/English/Polish) （页面存档备份，存于）
- The Old Town Bridge (online camera) （页面存档备份，存于）

51°09′01″N 15°01′31″E / 51.15028°N 15.02528°E